# 染野行雄
染野 行雄（そめの ゆきお）は、日本および香港にて活動中の映画プロデューサー。
日本で最も中国映画ビジネスに精通しているプロデューサーであり、現在も、日本・香港を拠点にして日中製作の映画・TV作品のプロデュースを行っている。

## 略歴
茨城県猿島郡三和町生まれ。国立清水海員学校卒業後、第三管区海上保安本部横浜海上保安部巡査船「むろと」配属となる。1966年8月に海上保安部を辞任。
1967年、当時香港最大の映画会社だったショウ・ブラザーズのスタッフが『金燕子』『飛刀手』の撮影のために来日し、現場である御殿場にて主演俳優の乗馬スタントを担当した事がきっかけで、ショウ・ブラザーズより乗馬指導の要請を受け、1968年、香港に渡り同地を拠点にスタントマン、俳優、アクション指導などを行う。。又、日本のテレビドラマ「Gメン'75」の香港シリーズにも擬斗として参加していた。
1980年5月に一時帰国したが1985年12月に現：香港監督協会名誉会長の呉思遠(ン・シーユン)から再度香港へのカムバックの要請があり映画『龍の忍者』の役者としてカムバックする。この作品で真田広之と共に出演。1986年3月に香港現地法人「染野企業電影工作室」を設立、現在に至る。

## 代表作
中国古典には、「三国志」「水滸伝」「西遊記」「紅楼夢」という4大作品があるが、日本人に馴染みの深い、横山光輝のマンガでも人気の『三国志』を、製作費12億円の日中合作として世界で初めて映画化した（1989年東宝東和配給）。日本で公開されたフィルムは川喜多記念映画文化財団に寄贈され、その後、東京国立近代美術館フィルムセンターに保管されている。
又、長崎県平戸市が10年温めて来た、平戸生まれの英雄「鄭成功（ていせいこう）」を主人公に描いた作品を日中合作にて製作。『国姓爺合戦』（2002年日活配給）として公開された。

## 交友

### 友人・後輩
- ン・シーユン（呉思遠） - 監督、香港監督協会名誉会長。
- レイモンド・ウォン（黄百鳴） - プロデューサー、映画製作会社代表。
- ジョン・ウー - 監督。ショウ・ブラザース時代からの親交がある。
- ユニコーン・チャン（小麒麟） - ショウブラザーズのアクションチーム同士で親交があった。後に染野行雄とブルース・リーとの縁を結ぶ。
- サモ・ハン・キンポー - 俳優、監督。
- ジャッキー・チェン - 俳優、監督。
- ユン・ピョウ - 俳優。
- ブルース・リャン（梁小龍） - 俳優。
- マイケル・ホイ - 俳優。
- カーター・ウォン - 俳優、格闘家。
- 倉田保昭 -俳優。ショウ・ブラザース時代からの40年以上の親交がある。映画『イップマン』のイベントでもブルース・リーについてトークショー対談もした。
- 真田広之 -　俳優。映画『龍の忍者』で共に出演してからの仲。
- シーザー武志　-　格闘家、日本シュートボクシング協会会長。
- 前田憲作 - 格闘家、チームドラゴン会長。
- 中﨑康貴 - 全日本勇心門空手道連盟{{/}}「宗家」。
- シンシア・ラスター - 俳優。香港で活動中「染野企業電影工作室」に所属していた。

## 映画製作、出演他実績（抜粋）
- 1969年 - Dragon Swamp
- 1970年 - King Boxer, Brothers Five, Devil Woman, Shi san tai bao
- 1971年 - The Long Chase, Six Assassins
- 1972年 - Five Finger of Death, Pi li quan
- 1973年
  - None But The Brave, Japanese Connection,
  - Chinese Hercules, Attack of the Kung Fu Girls,
  - Thunderfist, Survival of the Dragon
- 1974年
  - MANDA, The Bravest Fist, Kung Fu Conspiracy,
  - Big Risk, The, Dragons Never Die
- 1975年～　Gメン'75（擬斗）
- 1975年 - 夜霧の訪問者, 八國聯軍, Gambling For Head, Tiger Force
- 1976年
  - 撃たれる前に撃て!, Bloody Avengers
  - 生きている人間旅行 (ドキュメンタリーTV)
- 1979年 - Bruce And The Iron Finger
- 1981年 - Little Things Means A Lot
- 1982年 - 龍の忍者
- 1983年 - 妖怪道士 (製作)
- 1986年 - 天使行動 (製作)
- 1988年 - 新・桃太郎(製作) , 少女戦士'88 (製作)
- 1989年 - 三国志 大いなる飛翔 (製作)
- 1990年 - Punch To Revenge  (企画)
- 1991年 - Black Spot (製作)
- 1992年 - 霊幻道士7 ラストアクションキョンシー (製作)
- 1993年 - Top Fighter
- 1996年 - 真・三国志 天地戦乱（赤壁の戦い -軍神 孔明-） (製作), 三国志 曹操伝（赤壁の戦い -英傑 曹操-）(製作)
- 1998年 - Return Of Dragon (プロデューサー)
- 1999年 - 上海ゴーストストーリー(原案)小学館スーパークエスト文庫
- 2000年 - 水滸伝 決戦!白龍城(製作)
- 2002年
  - 国姓爺合戦 (製作/企画)
  - フィスト・オブ・フューリー 復活!ドラゴン怒りの鉄拳 (製作)
- 2005年 - 片腕拳王(ドラゴン)2005 (製作)
- 2008年 - カンフーシェフ［原題：功夫厨神］ (製作/企画)
- 2010年 - ホーンティング・ラヴァー ～血ぬられた恋人たち～［原題：等著您回来］(製作)
- 2011年
  - イップ・マン 序章［原題：葉問］(提供)
  - イップ・マン 葉問［原題：葉問2］(提供)
- 2012年 - 三国志英傑伝 関羽［原題：関雲長］（提供）
- 2013年 - 李小龍 ブルース・リー マイブラザー (提供)